# Itewe
Itewe è una circoscrizione mista (mixed ward) della Tanzania situata nel distretto di Chunya, regione di Mbeya. Conta una popolazione di 8 341 abitanti (censimento 2012).